# Magnolija in tulipani
Magnolija in tulipani je zbirka slovenske kratke proze avtorja Bojana-Ilije Schnabla. Izšla je leta 2014 pri založbi Drava v Celovcu.
Uvod je posvečen kulturno zgodovinskemu opisu Celovškega polja.
Delo vsebuje kratke pripovedi, kot so Pripoved o srečnih merjascih in o božanski salami ali Pripoved o dveh bikih, Resnična pravljica o čudežni sinički v Svinči vasi (ali Pripoved o dveh bikih) ali zgodba o Posebni ljubezni med magnolijo in tulipani, ali, Umetnost in evolucija, Posebna ljubezen med magnolijo in tulipani, Čezoceanska primorska pravljica ali Kako je primorska burja zavihrala do otoka Bora Bora, Rajske ribice Rdečega morja, Zgodovinska črtica o imenu hriba na Celovškem polju, Bosanski Muci, Najslajši greh, Neomadeževana ljubezen, Tamnah, Na Tamnah, Tamne in Temna gora, Vrba žalujka in lastovička, ali Kako je nastala koroška pesem.
Knjigo so navdihnili Celovško polje pod Štalensko goro, Bosna, Primorska, Sharm El-Sheikh in Rdeče morje. Je del Knjižnega daru Slovenske prosvetne zveze v Celovcu za leto 2015.